# Дуплиха (Архангельська область)
Дуплиха (рос. Дуплиха) — присілок в Коноському районі Архангельської області Російської Федерації.
Населення становить 25 осіб. Входить до складу муніципального утворення Климовське сільське поселення.

## Історія
Від 2004 року входить до складу муніципального утворення Климовське сільське поселення.

## Населення
| 2002 | 2010 | 2012 |
| ---- | ---- | ---- |
| 23   | ↗25  | →25  |